# Navy Seals : Les Meilleurs
Ne doit pas être confondu avec SEAL.
Pour plus de détails, voir Fiche technique et Distribution.
Navy Seals : Les Meilleurs ou Les Meilleurs au Québec (Navy SEALs) est un film américain réalisé par Lewis Teague et sorti en 1990.

## Synopsis
Stationné dans l'est de la Méditerranée, le porte-avions américain USS Forrestal reçoit un appel de détresse d'un cargo attaqué. Un SH-3 est envoyé pour les secourir mais est descendu dans le golfe d'Oman et tous les survivants de l'appareil sont capturés. Un commando d'élite américain est envoyé pour les sauver. Il s'agit d'une équipe de Navy SEALs composée de Dale Hawkins, James Curran, Billy Graham, James Leary, Homer Rexer, Floyd « God » Dane et Ramos. Les SEALs délivrent les pilotes prisonniers, sans toutefois faire exploser la base ennemie dans laquelle ils ont aperçu des missiles Stinger américains. Interrogés à leur retour par la CIA, les SEALs sont pointés du doigt pour ne pas avoir détruit ses fameux missiles volés. Après de longs échanges entre politiciens, ils sont finalement autorisés à mener à bien cette mission, où ils vont affronter un groupe de terroristes mené par Ben Shaheed.

## Fiche technique
Sauf indication contraire, les informations mentionnées dans cette section peuvent être confirmées par la base de données cinématographiques IMDb,  présente dans la section « Liens externes ».
- Titre original : Navy SEALs
- Titre français : Navy Seals : Les Meilleurs
- Titre québécois : Les Meilleurs
- Réalisation : Lewis Teague

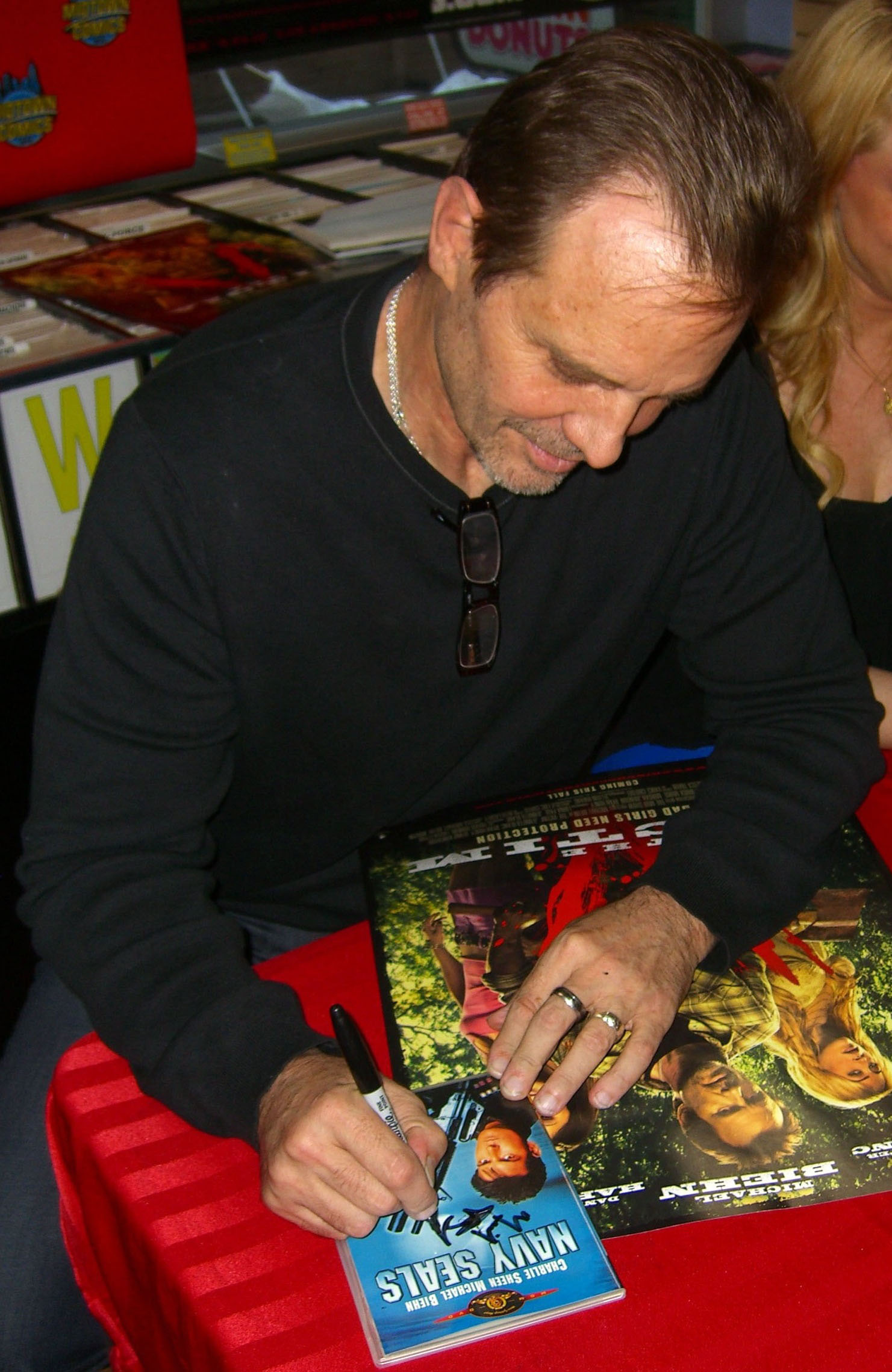
L'acteur Michael Biehn dédicaçant un DVD du film en août 2012 au Midtown Comics de Manhattan

- Scénario : Chuck Pfarrer et Gary Goldman
- Musique : Sylvester Levay
- Décors : Guy J. Comtois et Veronica Hadfield
- Costumes : Brad R. Loman
- Photographie : John A. Alonzo et Norman Kent
- Montage : Don Zimmerman
- Production : Brenda Feigen et Bernard Williams
- Société de production : Orion Pictures
- Distribution : Orion Pictures (États-Unis), Columbia TriStar Films (France)
- Pays de production :  États-Unis
- Langues originales : anglais, arabe
- Genre : guerre, action
- Durée : 113 minutes
- Format : Couleur (Technicolor) - son : Dolby SR - 1,85:1
- Budget : 21 millions de dollars
- Dates de sortie :
  - États-Unis : 20 juillet 1990
  - France : 14 août 1991

## Distribution
- Charlie Sheen (VF : Serge Faliu) : le lieutenant Dale Hawkins
- Michael Biehn (VF : Emmanuel Jacomy) : le lieutenant James Curran
- Joanne Whalley (VF : Frédérique Tirmont) : Claire Varrens
- Rick Rossovich (VF : Philippe Vincent) : Leary
- Cyril O'Reilly : Rexer
- Bill Paxton (VF : Emmanuel Karsen) : Floyd « God » Dane
- Dennis Haysbert (VF : Tola Koukoui) : chef William « Billy » Graham
- Paul Sanchez : Ramos
- Nicholas Kadi (VF : Mostefa Stiti) : Ben Shaheed
- Ronald G. Joseph (VF : Jacques Frantz) : le capitaine Dunne
- S. Epatha Merkerson (VF : Martine Meirhaeghe) : Jolena
- Richard Venture (VF : Yves Barsacq) : l'amiral Colker
- Mark Carlton : Jim Elmore
- Ira Wheeler (VF : Michel Gudin) : Warren Stinson
- Ron Faber : le général Mateen
- Gregory McKinney (VF : Richard Darbois) : le pilote d'hélicoptère
- Rob Moran : le copilote d'hélicoptère
- Titus Welliver : le patron du bar
- Chuck Pfarrer : un officier (caméo)

Source et légende : version française (VF) selon le carton du doublage français.

## Production
Chuck Pfarrer, coscénariste du film, a fait partie des SEALs et s'inspire de son expérience pour l'intrigue du film. Kevin Jarre a participé à l'écriture du scénario, mais n'est pas crédité au générique, tout comme Angelo Pizzo.
Avant le tournage, les acteurs subissent un entrainement intense auprès de véritables SEALs.
Le tournage a lieu en septembre 1989. Il se déroule en Virginie (Hampton, Norfolk et sa base navale, Virginia Beach, les Atlantic Film Studios, Suffolk, Portsmouth, Richmond), en Californie (San Diego) ainsi qu'en Espagne (Cadix, Rota, Almería, Algésiras, Carthagène). Initialement, une scène devait montrer les SEALs jouant au touch football (une variante de football américain). Cependant, Bill Paxton y voit une trop grosse ressemblance avec la scène de Volley-ball de Top Gun (1986) et suggère le golf. C'est l'acteur lui-même qui dirige le tournage de cette séquence avec la seconde équipe.
L'acteur Michael Biehn avouera plus tard que le tournage de ce film a été l'une des pires expériences de sa vie.

## Accueil
À sa sortie, le film reçoit des critiques globalement négatives,. Sur l'agrégateur américain Rotten Tomatoes, il récolte 19% d'opinions favorables pour 32 critiques et une note moyenne de 4,25⁄10. Sur Metacritic, il obtient une note moyenne de 38⁄100 pour 23 critiques.
Le film n'est pas non plus un succès au box-office, débutant à la 4e place pour son premier week-end d'exploitation aux États-Unis. Il rapporte environ 25 millions de dollars sur le sol américain, pour un budget estimé à 21 millions,,. En France, il n'attire que 140 526 spectateurs en salles.
Le film est cependant un succès sur le marché de la VHS en janvier 1991.

## Clin d’œil
Hawkins tue un terroriste qui venait de lui dire quelque chose en répliquant « Passionnant comme conversation. Leader, on va avoir de la compagnie ! » (« Boring conversation. Leader, we're gonna have company! »). Dans Star Wars, épisode IV : Un nouvel espoir (1977), Han Solo disait « Boring conversation anyway. Luke, we're gonna have company! ».